# Монастырь Святого Креста (Иерусалим)
Монасты́рь Свято́го Креста́ (ивр. מנזר המצלבה‎, груз. ჯვრის მონასტერი, греч. Ιερά Μονή του Τιμίου Σταυρού) — мужской монастырь Иерусалимской православной церкви, расположенный в Иерусалиме, Израиль. Один из знаменитейших монастырей на Святой земле. Точное время основания монастыря неизвестно.
Согласно старинному преданию, на месте монастыря произрастало дерево Креста Господня.
Монастырь называют обителью грузинской славы или обителью во имя Святого Креста. В его стенах некогда жил грузинский поэт Шота Руставели.

## История

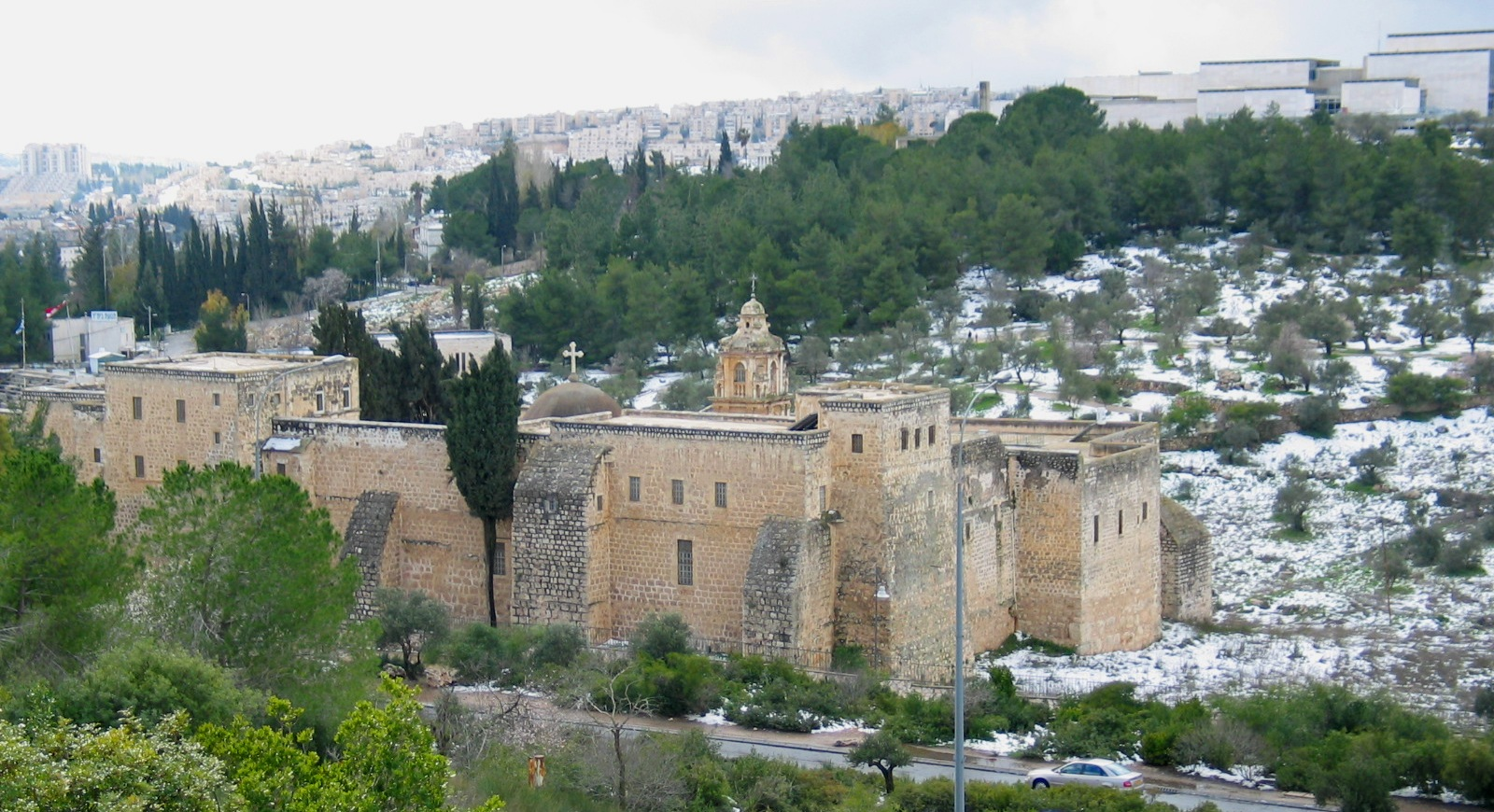

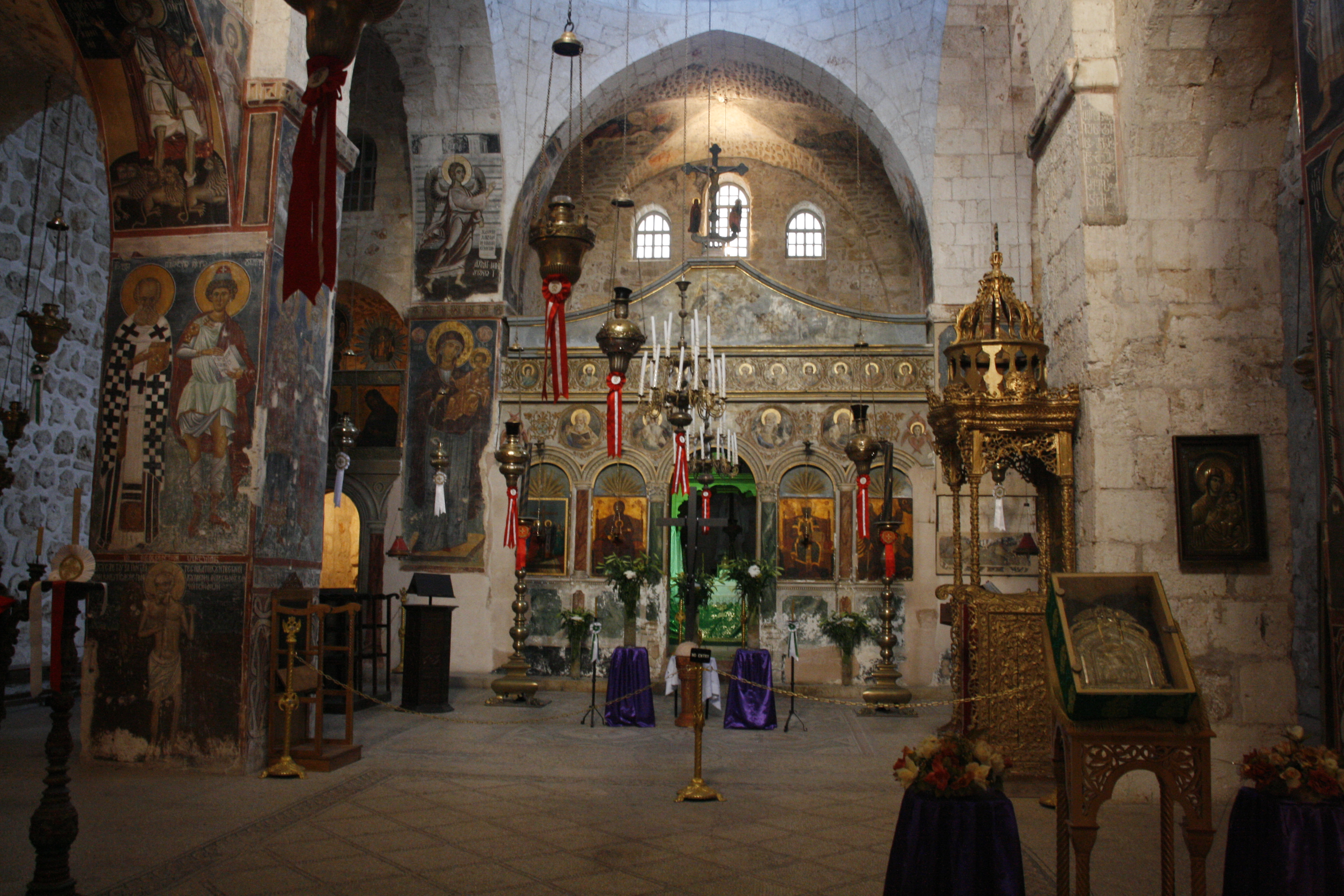

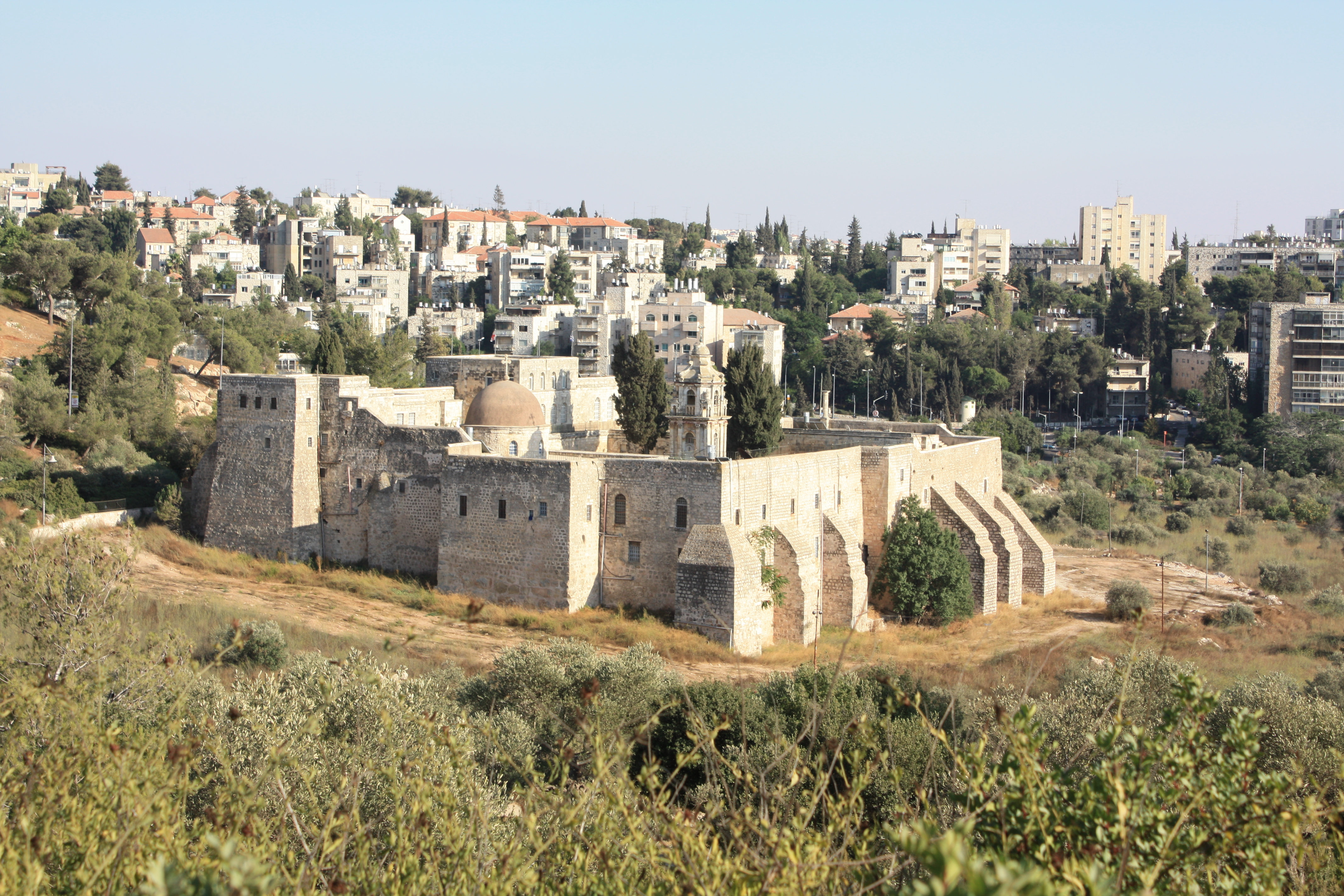

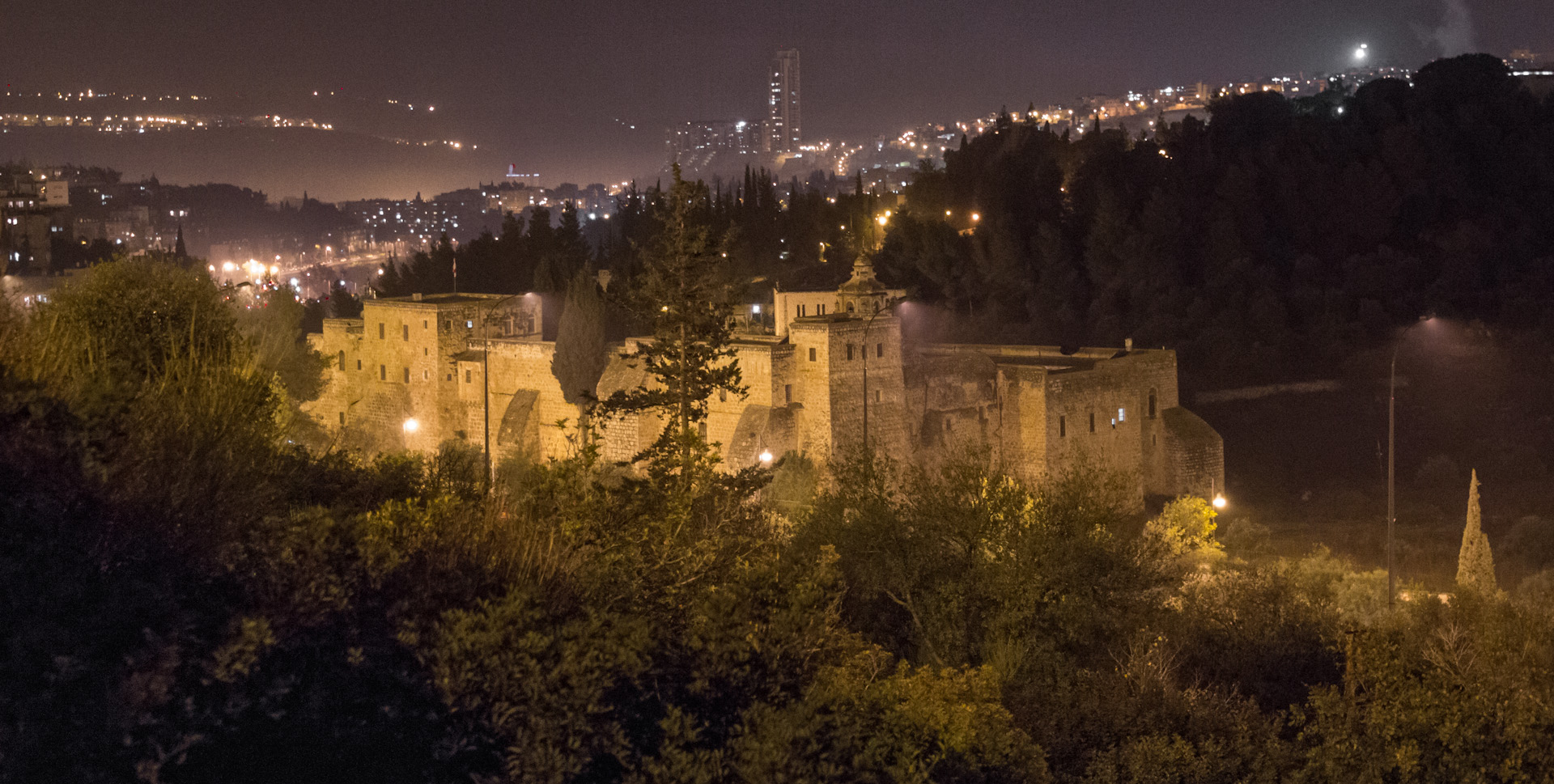

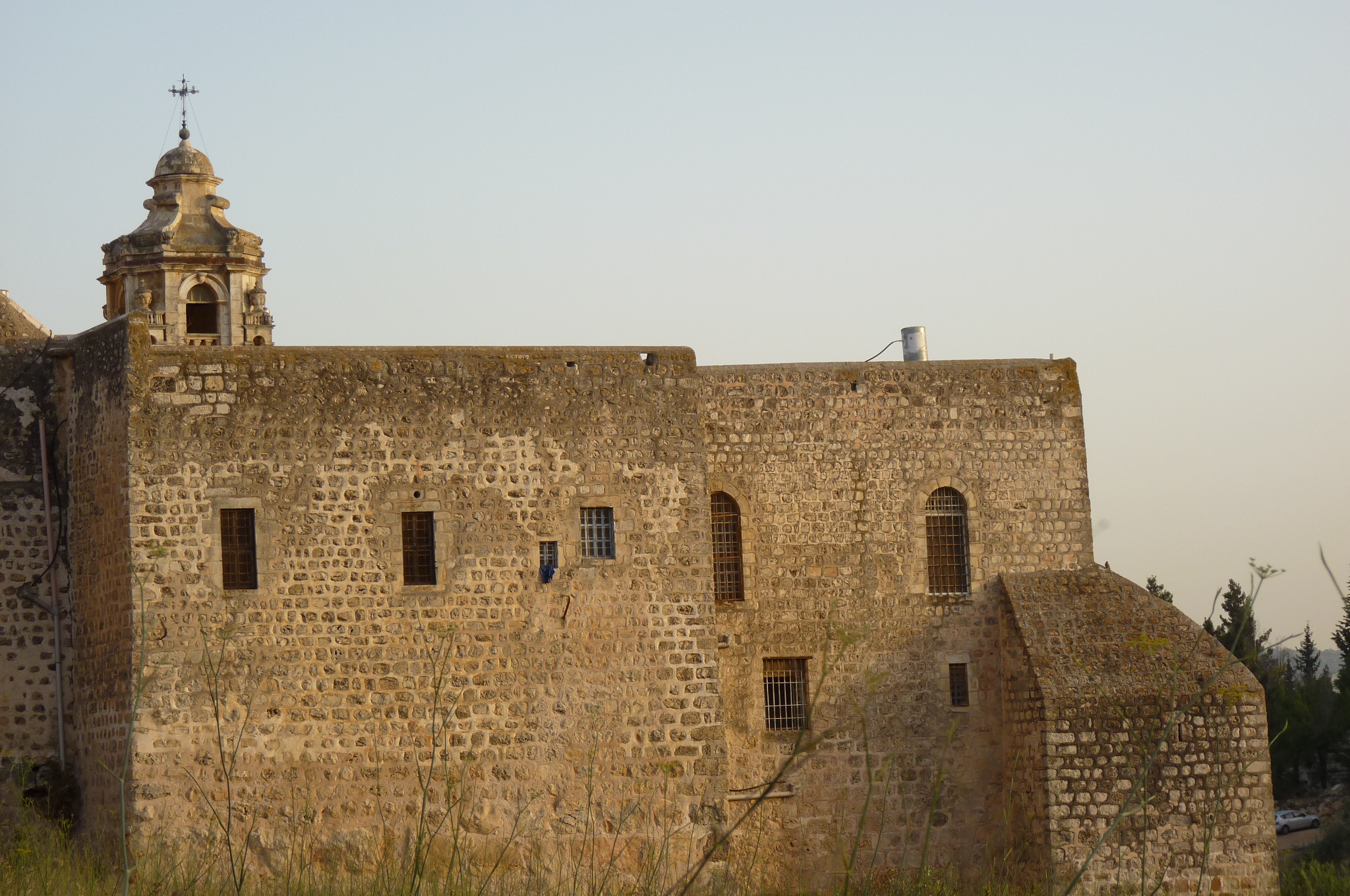

Легенд об основании монастыря великое множество. Самой популярной является предание о том, что основание монастыря относится ко времени правления римского императора Константина Великого (ок. 285—337) и связано с деятельностью императрицы Елены Равноапостольной (ок. 250—330), его матери. Сопоставляя свидетельства предания с известными фактами из жизни императора Константина и его матери, возникновение монастыря можно отнести к 320—330 годам нашей эры. Однако ранние исторические источники ничего не сообщают о роли в деле создания монастыря равноапостольных Елены и Константина.
Есть и другая легенда, утверждающая, что основание обители произошло в IV веке и было связано с грузинским правителем Мирианом III, который совершил паломничество в Святую Землю. Равноапостольный император Константин Великий пожаловал ему землю к западу от Иерусалима. Там Мириан III и решил возвести монастырь. Археологами установлено что первая базилика была построена в конце IV века. Ктитором храма учёными подразумевается царевич Бакур Ивериец, дед знаменитого Петра Ивера, который занимал должность дукса Палестины именно в указанное время.
Ещё одно предание гласит, что монастырь был построен во время правления византийского Императора Ираклия (610—641). Возвращавшийся из похода на Персию он остановился лагерем недалеко от Иерусалима. Ираклий вез с собой Честной и Животворящий Крест Господень, захваченный персами и теперь у них отбитый. Празднуя возвращение великой святыни и победоносное завершение похода, он повелел выстроить здесь монастырь.
Благодаря научным исследованиям, фактом является, то что монастырь существовал не позднее VII века, первоначально застраивался греками и был основан до арабского завоевания Палестины в 638 году. Полученные результаты позволяют предположить, что монастырь был основан в годы правления императора Юстиниана Великого (527—565).
После этого история монастыря теряется в гуще событий вплоть до середины XI столетия. Тогда монастырь был разрушен или же сильно опустошён. Грузинский царь Баграт IV Куропалат, на свои средства, по благословению преподобного Евфимия Святогорца и стараниями грузинского монаха Георгия-Прохора возродил монастырь Святого Креста.
Период процветания монастыря длился с начала XIV до начала XVI века. Но в 1517 году Палестина перешла под власть Османской империи. В отличие от мамелюков, новые захватчики были не слишком расположены к грузинам. В то время монастырь обнаруживает первые признаки упадка. Не только неблагоприятная политическая обстановка, но и внутренние разногласия и споры ослабили единство братии. Щедрая финансовая помощь, жалованная в течение минувших столетий правителями Грузии, была почти полностью прекращена или не доходила до монастыря. Число кредиторов росло, в то время как средства монастыря истощались. Монастырь вынужден был продать большую часть своих обширных владений.
В начале XVII были предприняты попытки восстановить грузинскую общину и возвратить имущество монастырей. Но к тому времени долг общины достиг огромных размеров. Из монастырей грузинским оставался только монастырь Святого Креста, но и он находился в весьма плачевном состоянии.
Настоятелем Никифором, весьма энергичным и деятельным, в 1643 году была предпринята попытка реставрации церкви монастыря с восстановлением купола, алтаря и иконостаса. Настенные росписи церкви там, где имелись особенно сильные повреждения, были обновлены, был также написан ряд новых икон.
Однако спустя несколько лет после последней реставрации только небольшое число грузинских монахов оставалось в монастыре. Даже сам настоятель большую часть времени жил в Грузии. Деньги, высланные из Грузии для оплаты долгов монастыря, были потеряны по пути, и монастырем завладели кредиторы. В этих трудных обстоятельствах монастырю помогла Иерусалимская Православная Патриархия во главе с Патриархом Досифеем II (1669—1707): кредиторам были выплачены долги монастыря. По инициативе Патриархии во всех православных странах, включая Грузию, начался сбор средств для монастыря.
Освобождённый от всех закладных монастырь перешёл под юрисдикцию Иерусалимского Патриархата. Несколько грузинских монахов, все ещё живших в Иерусалиме, перешли в братство Гроба Господня.
В течение всего XVIII и первой половины XIX века монастырь оставался действующим. В монастыре подвизалось относительно большое число монахов, несмотря на то, что их жизни, а также монастырскому имуществу постоянно угрожали мусульмане.
Патриарх Кирилл II, первый за долгое время Иерусалимский Патриарх постоянно живший в Палестине, предпринял ряд шагов по укреплению положения Иерусалимской Церкви. Одним из них было создание полноценной духовной школы для подготовки духовенства. В качестве места для её размещения он избрал Монастырь Святого Креста, из-за чего он отказал России в просьбе предоставить монастырь Святого Креста для размещения там Русской духовной миссии.
В 1853 году Богословская школа Святого Креста была открыта. В 1855 году начался новый расцвет монастыря. Ремонт и перестройка всего комплекса монастырских построек сделали его пригодным для новой роли, но при этом существенно изменился весь облик монастыря. Монашеские кельи были переделаны в лекционные помещения, трапезная была перестроена в соответствии с новыми требованиями, а для совершения ежедневных молитв была сооружена часовня. Библиотека пополнилась сотнями новых томов по различным отраслям знания, энциклопедиями, словарями и богословскими трудами. Она стала одной из крупнейших в то время библиотек в Палестине. Самое большое помещение в монастыре было переоборудовано под музей. Это был первый музей в Иерусалиме, где среди других экспонатов были выставлены многочисленные археологические находки и разнообразные памятники истории Палестины, а также чучела представителей фауны этого края.
Богословская школа действовала с небольшим перерывом на протяжении 53 лет — до 1908 года, когда она была закрыта в связи с финансовыми трудностями патриархии.
С закрытием богословской школы для Монастыря Святого Креста снова наступил период упадка и безвестности. Многое десятилетия здесь не было других насельников, кроме настоятеля, который одновременно исполнял обязанности сторожа.
Полное восстановление зданий, реставрация мозаичных полов и частичная консервация стенных росписей проводились Иерусалимской Патриархией в 1970—1973 годах. По решению Патриарха Диодора, церковь и остатки когда-то богатых владений обители стали доступны публике и служат приходским музеем.

## Архитектура
Монастырь Святого Креста находится в части Иерусалима, которая называется Новым городом, в небольшой долине Креста. По внешнему виду напоминает обители Афона. Монастырь очень похож на крепость: выложенные из крупных блоков стены, небольшие окна, единственный вход — низкие и узкие ворота. Архитектурной доминантой обители является барочного вида колокольня, строительство которой завершили в 1850-е годы. Соборный храм обители построен где-то в 1038 году.
Достоянием монастыря являются настенные изображения. Монастырь расписывался неоднократно. Древнейшие фрески, сохранившиеся до наших времен, относят к концу XII — началу XIII веков. Здесь же находится фреска с изображением грузинского поэта Шота Руставели, украшающая обитель во имя Святого Креста с рубежа XII—XIII веков.
В 2005 году в пятидесяти метрах от монастыря был установлен памятник Шота Руставели в форме вмонтированного в стелу из белого камня барельефа

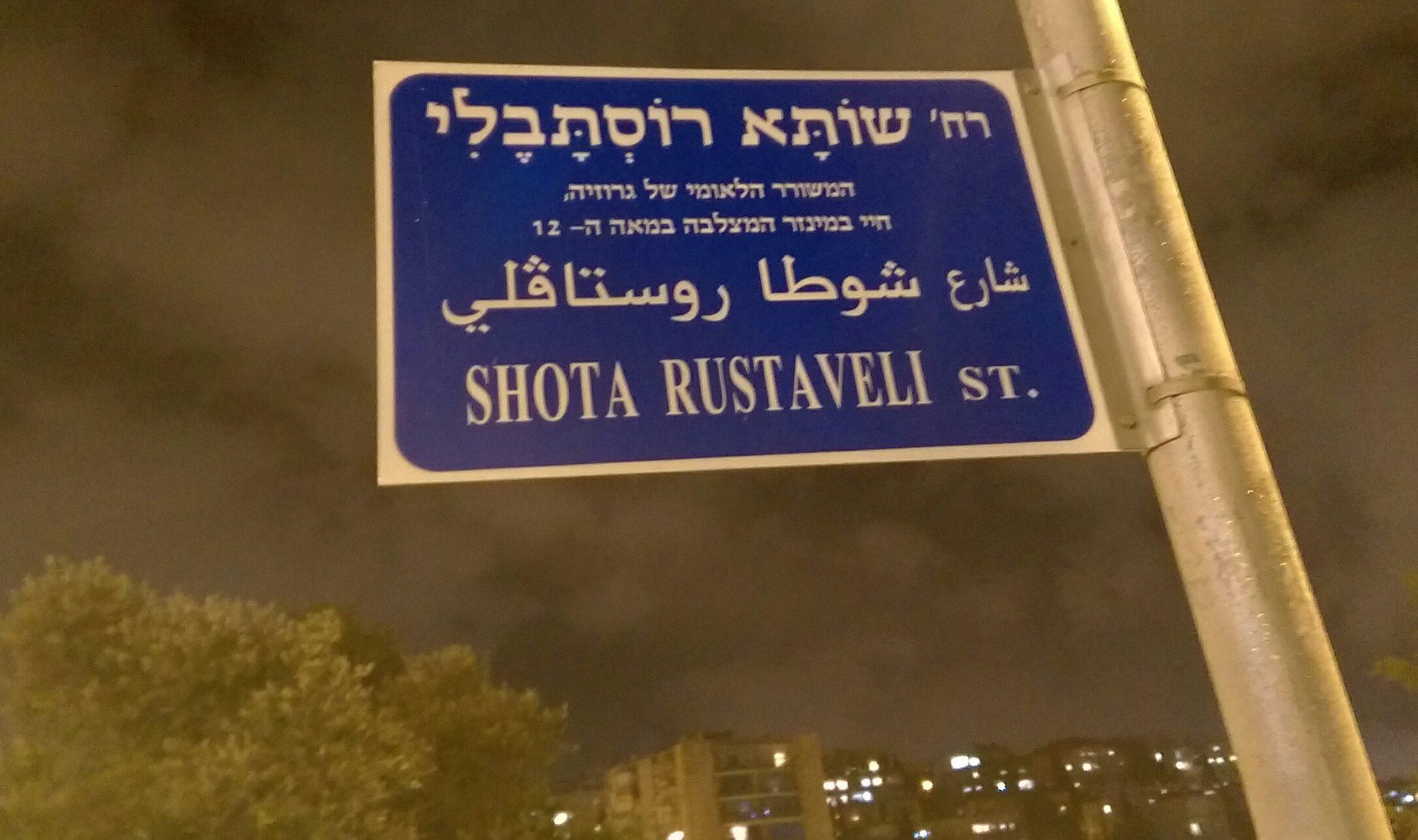
Табличка ул. Шота Руставели в Иерусалиме

В 2010 году муниципалитет Иерусалима назвал аллею, на которой расположены памятник и сам монастырь, улицей Шота Руставели (на иврите — רח' שותא רוסטוולי).